# Дікс (Іллінойс)
Дікс (англ. Dix) — селище (англ. village) в США, в окрузі Джефферсон штату Іллінойс. Населення — 469 осіб (2020).

## Географія
Дікс розташований за координатами 38°26′40″ пн. ш. 88°56′46″ зх. д. / 38.44444° пн. ш. 88.94611° зх. д. (38.444482, -88.946019).  За даними Бюро перепису населення США в 2010 році селище мало площу 5,44 км², з яких 5,42 км² — суходіл та 0,03 км² — водойми.

## Демографія
Згідно з переписом 2010 року, у селищі мешкала 461 особа в 240 домогосподарствах у складі 97 родин. Густота населення становила 85 осіб/км².  Було 264 помешкання (48/км²).
Расовий склад населення:
| - 96,7 % — білих - 1,5 % — азіатів - 0,9 % — чорних або афроамериканців - 0,2 % — корінних американців |

До двох чи більше рас належало 0,4 %. Частка іспаномовних становила 1,7 % від усіх жителів.
За віковим діапазоном населення розподілялося таким чином: 20,4 % — особи молодші 18 років, 59,0 % — особи у віці 18—64 років, 20,6 % — особи у віці 65 років та старші. Медіана віку мешканця становила 42,7 року. На 100 осіб жіночої статі у селищі припадало 90,5 чоловіків;  на 100 жінок у віці від 18 років та старших — 91,1 чоловіків також старших 18 років.
Середній дохід на одне домашнє господарство  становив 38 155 доларів США (медіана — 16 471), а середній дохід на одну сім'ю — 74 444 долари (медіана — 64 821). За межею бідності перебувало 34,1 % осіб, у тому числі 17,4 % дітей у віці до 18 років та 21,6 % осіб у віці 65 років та старших.
Цивільне працевлаштоване населення становило 164 особи. Основні галузі зайнятості: роздрібна торгівля — 21,3 %, освіта, охорона здоров'я та соціальна допомога — 18,3 %, виробництво — 11,0 %, будівництво — 11,0 %.